# 남캅카스 철도
남캅카스 철도(아르메니아어: Հարավկովկասյան երկաթուղի, ՀԿԵ, 러시아어: Южно-Кавказская железная дорога, ЮКЖД)는 아르메니아의 국영 철도 회사다. 러시아 철도가 소유한 아르메니아의 유일한 철도 회사로, 아르메니아의 모든 도시 간, 통근 및 화물 철도 운송을 담당한다. 이 네트워크는 모든 노선이 러시아 궤간을 따르는 780킬로미터(480마일)의 선로로 구성되어 있다.
2008년 2월 13일, 아르메니아 정부는 국철인 아르메니아 철도의 100%를 러시아 철도로 이전하는 계약을 체결했다. 계약에 따르면, 양허 기간은 30년이며, 당사자의 상호 합의에 따라 10년 더 연장할 수 있다. 입찰 조건에 따라, 은퇴 연령의 직원을 제외한 기존 철도 직원(4,300명)은 최대 20%의 급여 인상으로 남캅카스 철도 직원으로 이전되었다.